# Irving Wallace
Irving Wallace (Chicago, 19 de marzo de 1916-Los Ángeles, 29 de junio de 1990) fue un escritor y guionista estadounidense. Era conocido por sus novelas, muchas de ellas con un tema sexual, basadas en una profunda investigación.

## Biografía
Realizó sus estudios en Kenosha, Wisconsin, luego en Berkeley y en Los Ángeles. Desde muy joven se dedicó al periodismo y pronto adquirió cierto prestigio por sus artículos y cuentos en los principales periódicos de su país. Fue considerado como uno de los más importantes escritores de su país y un novelista de gran talla.
Wallace fue un hombre inquieto e interesado especialmente por conocer paisajes, hombres de diferentes climas, y por las personalidades extrañas, heterodoxas o marginadas de la historia del mundo. Se alistó en el ejército en el año 1942 y se le destinó a la Primera Unidad Cinematográfica, donde trabajó con el teniente Ronald Reagan. Después le trasladaron al Signal Corps, donde realizó documentales de divulgación popular junto al director Joris Ivens, el coronel Frank Capra y el capitán John Huston. Se licenció en el año 1946. Su interés por los viajes no decreció, como lo demostró en una de sus obras dedicada a su hijo.
Además de sus trabajos periodísticos y sus guiones para cine y televisión, las obras que más dieron fama a Irving Wallace han sido sus novelas, todas ellas traducidas al español, donde combinó investigación y una lectura amena. Aunque a menudo fue despreciado gravemente por los críticos, sus 16 novelas y 17 obras no ficticias vendieron aproximadamente 250 millones de copias en todo el mundo.
Estuvo casado y tuvo dos hijos.
Irving Wallace murió el 29 de junio de 1990 a los setenta y cuatro años debido a un cáncer de páncreas que venía padeciendo desde tiempo atrás.

## Obras publicadas
- Invitada de Honor (1989)
- El salón dorado (1988)
- La cama celestial (1987)
- El séptimo secreto (1985)
- El milagro (1984)
- El Proyecto Paloma (1983)
- El todopoderoso (1982)
- La segunda dama (1980)
- Los disconformes (1979)
- El libro de las listas (1977?)
- Almanaque de lo insólito (1977-8)
- El documento R (1976), adaptada para TV en 1985
- Fan club (1974)
- La palabra (1972), adaptada como miniserie de TV en 1978.
- Las ninfómanas y las otras maníacas: La vida, amores y aventuras sexuales de algunas mujeres escandalosas y liberadas (1971)
- Los siete minutos (1969), llevada al cine en 1971
- El Complot (1967)
- El Caballero de los Domingos (1966)
- El Premio Nobel (1962), llevada al cine en 1963 con el título de El Premio
- El hombre (1964), llevada al cine en 1972
- La isla de las tres sirenas (1964)
- La 27ª esposa (1962)
- El fabuloso empresario (1961)
- El informe Chapman (1960), llevada al cine en 1962 con el título de Confidencias de mujer
- Los pecados de Philip Fleming (1959)